# Идрисов, Саламат Нурмуханович
Саламат Нурмуханович Идрисов — общественный деятель, кандидат педагогических наук, ассоциированный профессор по специальности «Педагогика» (2018).

## Биография
Родился 9 февраля 1974 года в поселке Орлик Индерского района Атырауской области.
Окончил Атырауский государственный университет имени Х. Досмухамедова.
1996-2000. Преподаватель кафедры «Информатика и ОИВТ», Заведующий лабораторией ЭВМ.
2000-2009. Директор центра новых информационных технологий.
2009-2012. Декан факультета физики, математики и информационных технологий Атырауского государственного университета им. Х. Досмухамедова.
2012. Декан факультета дистанционного обучения Атырауского государственного университета им. Х. Досмухамедова.
2013-2016. Директор административно-хозяйственного департамента, декан факультета дистанционного обучения Атырауского государственного университета им. Х. Досмухамедова.
2016-2019. Проректор по науке Атырауского государственного университета им. Х. Досмухамедова.
31.12.2019-2020. Ректор РГП на ПХВ «Атырауский государственный университет им. Х. Досмухамедова».
С июня 2020 года и.о. Председателя правления - Ректора НАО «Атырауский университет им. Х. Досмухамедова».

## Общественная деятельность
С 2015 года член Атырауской областной избирательной комиссии.
С января 2020 года председатель консультативного совета по обеспечению законности при Прокуратуре Атырауской области.
Председатель консультативно-совещательного органа при Департаменте полиции Атырауской области.
Председатель ППО «Бірлік» партии «Nur Otan».
С января 2020 года член общественного совета «Miras» при Атырауском областном филиале партии «Nur Otan».
Депутат Атырауского областного маслихата.

## Награды
- Благодарственные письма: Президента РК Н.А. Назарбаева (2005, 2007, 2011), Акима области (2007, 2011, 2019);
- Почетная грамота Атырауского областного Маслихата (2005);
- Нагрудный знак МОН РК «Ы. Алтынсарин» (2010);
- Медали: бронзовая медаль им. «Ахмета Байтурсынова» Ассоциации вузов РК (2014), «Ерен еңбегі үшін» (2019)